# Baloncesto Fuenlabrada 1996-1997
Questa voce raccoglie le informazioni riguardanti il Baloncesto Fuenlabrada nelle competizioni ufficiali della stagione 1996-1997.

## Stagione
La stagione 1996-1997 del Baloncesto Fuenlabrada è la 1ª nel massimo campionato spagnolo di pallacanestro, la Liga ACB.
Grazie alla sentenza Bosman le società continentali approfittarono della possibilità di schierare un numero illimitato di giocatori comunitari, e gli stessi cestisti giovarono della più ampia libertà contrattuale loro concessa.

## Roster
Aggiornato al 31 gennaio 2025.
| Baloncesto Fuenlabrada 1996-97 | Baloncesto Fuenlabrada 1996-97 |
| Giocatori                      | Staff tecnico                  |
| ------------------------------ | ------------------------------ |

| N. | Naz.                                        | Ruolo | Nome                | Anno | Alt.   | Peso   |  |
| -- | ------------------------------------------- | ----- | ------------------- | ---- | ------ | ------ |  |
| 4  | Spagna (bandiera)                           | G     | José María Alonso   | 1971 | 194 cm |        |  |
| 5  | Spagna (bandiera)                           | AP    | Nacho Yáñez         | 1973 | 203 cm | 90 kg  |  |
| 6  | Spagna (bandiera)                           | AG    | José Quintana       | 1975 | 199 cm |        |  |
| 6  | Spagna (bandiera)                           | P     | José Luis Llorente  | 1959 | 182 cm | 84 kg  |  |
| 6  | Stati Uniti (bandiera) · Irlanda (bandiera) | G     | Ron Rowan           | 1963 | 195 cm | 95 kg  |  |
| 7  | Jugoslavia (bandiera)                       | C     | Miloš Babić         | 1968 | 213 cm | 109 kg |  |
| 7  | Canada (bandiera)                           | A     | Craig Newman        | 1976 | 200 cm |        |  |
| 7  | Spagna (bandiera)                           | P     | Daniel Fernández    | 1976 | 194 cm |        |  |
| 7  | Uruguay (bandiera) · Italia (bandiera)      | P     | Marcelo Capalbo     | 1970 | 178 cm | 70 kg  |  |
| 8  | Spagna (bandiera)                           | C     | Salvador Guardia    | 1974 | 206 cm | 114 kg |  |
| 9  | Spagna (bandiera)                           | P     | Javier Simón        | 1975 | 194 cm |        |  |
| 9  | Stati Uniti (bandiera)                      | C     | Ken Bannister       | 1960 | 206 cm | 107 kg |  |
| 9  | Stati Uniti (bandiera)                      | C     | Tim Burroughs       | 1969 | 203 cm | 113 kg |  |
| 10 | Spagna (bandiera)                           | AG    | Gabriel Abrines     | 1966 | 202 cm |        |  |
| 11 | Stati Uniti (bandiera)                      | AG    | Raymond Brown       | 1965 | 203 cm | 100 kg |  |
| 12 | Stati Uniti (bandiera)                      | G     | Jeff Martin         | 1967 | 196 cm | 84 kg  |  |
| 12 | Stati Uniti (bandiera)                      | AP    | Chris King          | 1969 | 203 cm | 98 kg  |  |
| 13 | Spagna (bandiera)                           | P     | Iván Pardo          | 1972 | 191 cm |        |  |
| 14 | Spagna (bandiera)                           | P     | Jordi Soler         | 1969 | 186 cm |        |  |
| 15 | Spagna (bandiera)                           | AC    | Ignacio Castellanos | 1973 | 206 cm |        |  |

| Allenatore |
| - Martín Fariñas (fino al 28 dicembre) - Óscar Quintana (dal 28 dicembre fino al 13 gennaio) - Andreu Casadevall (dal 13 gennaio) |
| Assistente/i |
| - Julián Aranda - Óscar Quintana (fino al 28 dicembre e dal 13 gennaio) Legenda - (C) Capitano - (IN) Inattivo - Infortunato      |

## Mercato

### Sessione estiva
| Acquisti | Acquisti         | Acquisti     | Acquisti   | Acquisti |
| R.a      | Nome             | da           | Modalità   |          |
| -------- | ---------------- | ------------ | ---------- | -------- |
| P        | Jordi Soler      | Murcia       | definitivo |          |
| G        | Jeff Martin      | Salamanca    | definitivo |          |
| AG       | Gabriel Abrines  | Gran Canaria | definitivo |          |
| AG       | Raymond Brown    | Free agent   | definitivo |          |
| C        | Miloš Babić      | Free agent   | definitivo |          |
| C        | Salvador Guardia | Peñas Huesca | definitivo |          |

| Cessioni | Cessioni | Cessioni | Cessioni | Cessioni |
| R.       | Nome     | a        | Modalità |          |
| -------- | -------- | -------- | -------- | -------- |

### Dopo l'inizio della stagione
| Acquisti | Acquisti           | Acquisti          | Acquisti          | Acquisti   |
| R.       | Nome               | da                | Data              | Modalità   |
| -------- | ------------------ | ----------------- | ----------------- | ---------- |
| C        | Ken Bannister      | Joventut Badalona | 16 settembre 1996 | definitivo |
| P        | Iván Pardo         | Free agent        | settembre 1996    | definitivo |
| P        | José Luis Llorente | Free agent        | ottobre 1996      | definitivo |
| A        | Chris King         | Pall. Cantù       | 18 dicembre 1996  | definitivo |
| A        | Craig Newman       | Wels 96ers        | gennaio 1997      | definitivo |
| C        | Tim Burroughs      | Free agent        | marzo 1997        | definitivo |
| P        | Marcelo Capalbo    | Hebraica Macabi   | marzo 1997        | definitivo |
| G        | Ron Rowan          | Free agent        | marzo 1997        | definitivo |

| Cessioni | Cessioni           | Cessioni           | Cessioni         | Cessioni       |
| R.       | Nome               | a                  | Data             | Modalità       |
| -------- | ------------------ | ------------------ | ---------------- | -------------- |
| C        | Miloš Babić        | Free agent         | settembre 1996   | rescissione    |
| G        | Jeff Martin        | Free agent         | 16 dicembre 1996 | rescissione    |
| A        | Craig Newman       | Free agent         | marzo 1997       | fine contratto |
| C        | Ken Bannister      | Atl. de San Germán | marzo 1997       | rescissione    |
| P        | José Luis Llorente | Free agent         | marzo 1997       | rescissione    |